# Combretum micranthum
El Combretum micranthum, de vegades anomenat combret, és un arbust que pertany a la familia de les combretaceae. Es localitza principalment a la Costa oest d'Àfrica on rep el nom de kindeliba, sekhau o kassaou. No es troba ni als països catalans ni a la península Ibèrica.
El nom de combretum micranthum prové del grec: Micra significa petit i anthum significa flor, per tant estem parlant d'una planta de flor petita.

## Ecologia

### Distribució mundial
El combret es troba majoritàriament a la costa oest d'Àfrica, a països com Senegal, Sierra Leona, Malí, Benin, Cote D'Ivoire, Gambia, Ghana, Guinea, Guinea-Bissau i Nigèria.

### Hàbitat
Creix espontàniament en boscos de les rieres de rius i en terres arenoses.

## Descripció

### Cicle vital
Raunkjaer va fer una classificació ecològica de les espècies vegetals terrestres, d'acord amb el lloc on se situen els meristemes caulinars durant l'estació desfavorable. Donat que Combretum micranthum és un tipus d'arbust, el seu cicle vital és del tipus nanofaneròfit, ja que té els meristemes a més de 40 cm del terra i les gemmes són persistents i situades a menys de 2m d'altura.

### Port i dimensions
Es tracta d'un arbust perenne, de tiges dures i fa aproximadament 5-6 metres d'alçada.

### Òrgans vegetatius
- Combretum micranthum presenta una rel fasciculada, ja que les rels secundàries creixen tant o més que la principal, és bastant profunda i llarga.

- La tija és llenyosa i té una ramificació simpòdica, és a dir, les rames laterals es desenvolupen més que l'eix central.

- Les fulles poden tenir forma lanceolada o oval i es troben disposades de forma oposada. Presenten quatre lòbuls deltòides i aguts; el marge és del tipus simple entera, la seva textura és coriàcia, ja que és semblant al cuir, i no tenen estípules.

- Aquesta planta presenta pilositats; el seu indument és del tipus glandular, és a dir que els pèls són constituïts o acabats per una glàndula.

### Òrgans reproductors

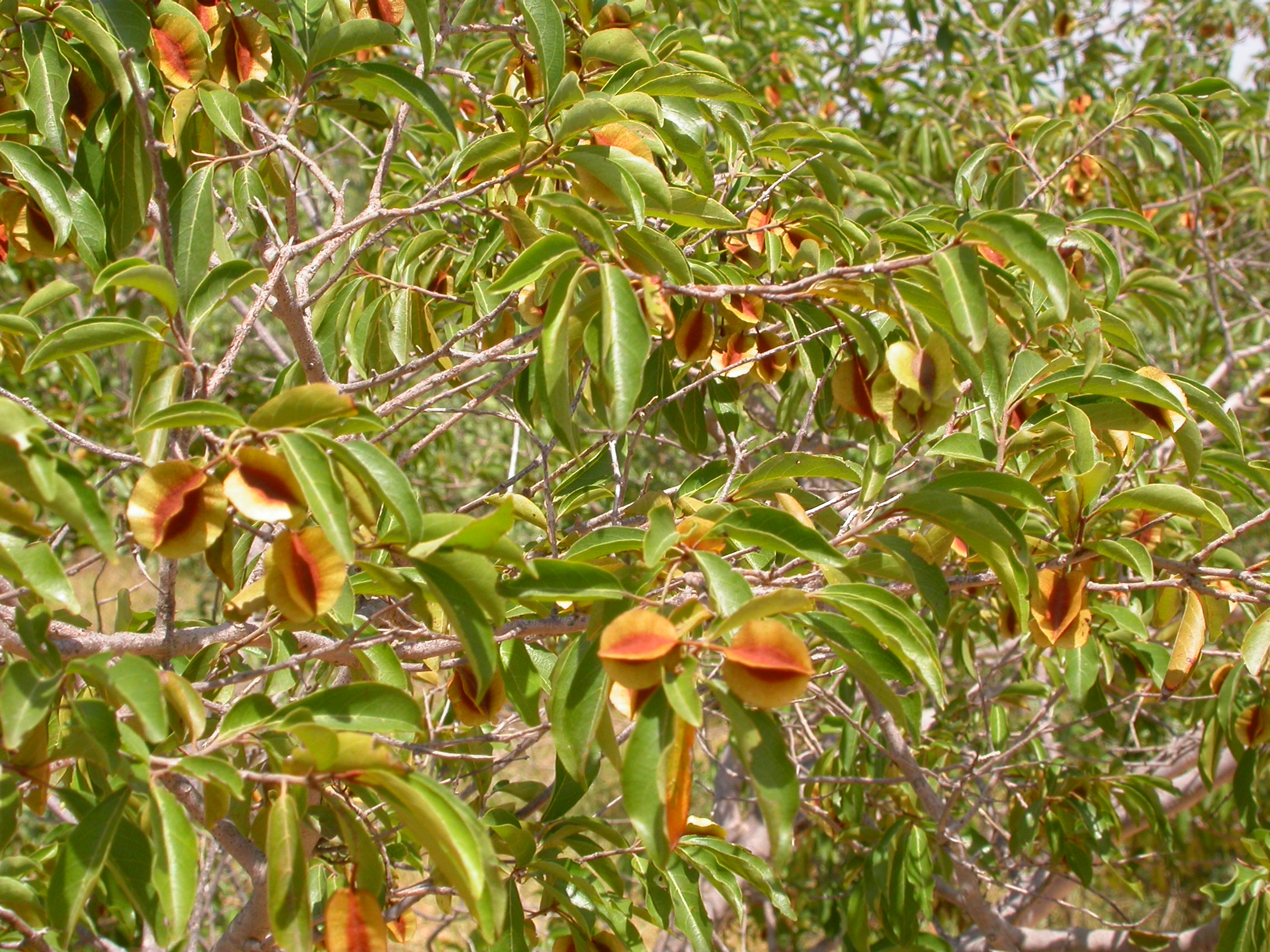
fruit del combret

Pel que fa a la repartició de sexes, C.micranthum és una planta monoica i conté flors hermafrodites, ja que conté l'androceu i el gineceu en la mateixa flor.
Es tracta d'una flor cíclica 
- La Inflorescència és de tipus racemosa, concretament en forma d'espiga.
- El periant està format per 4 pètals petits i discrets de color blanc o rosat i 4 sèpals, per tant estem parlant d'una corol·la dialipètala.[3]
- L'androceu és l'aparell sexual masculí i està compost per 8 estams, el doble del nombre de pètals, inserits a la boca de la part superior del receptacle.[3]
- El gineceu és l'aparell sexual femeni, està format pels carpels i l'ovari, en el combret es tracta d'un ovari ínfer; ja que se situa per sota de la resta de peces florals.[3]
- El fruit del combret és del tipus silícula amb quatre ales (tetràpters)[4] a les mesetes, i quan és madur té un color marró-vermellós.

## Farmacologia

### Part utilitzada (droga)
La part del combret utilitzada com a droga són les fulles, les quals produeixen "hepatisane"

### Composició química
Els compostos més importants trobats en aquesta planta són els taníns catèquics (8-12%), àcids orgànics, C-glicòsids de flavones, proantocianidols i altres compostos fenòlics, esterols i triterpens. També contenen minerals, sorbitol, inositol, cicloalcans polihidroxilats, alcaloides pirolidínics, derivats de la betaïna com l'estaquidrina i el 4-hidroxiestaquidrina combretina-A... i flavonoides com vitexina, saponaretina, orientina...

### Usos medicinals
Aquesta planta s'utilitza tradicionalment per estimular les funcions digestives hepatico-biliars i urinàries, per combatre els refredats i l'estrenyiment i en algunes zones s'utilitza per reduir els efectes de la malària i l'hepatitis.
També s'ha recomanat para desintoxicar a persones addictes a l'opi.
Es pren mitjançant infusions d'1-2 gr. al dia..

### Accions farmacològiques / propietats
Se li atribueixen propietats com a colerètic, colagog, diürètic, antipirètic, antimalàric, antiinflamatori, antitossiu, antihelmíntic, antiblenorràgic i per al tractament d'ulceracions produïdes per paràsits. Indicat també per dispèpsies i disquinesias hepatobiliars.

### Toxicitat
Les reaccions adverses del combret són rares i lleus
L'ús de preparats d'aquesta planta pot produir trastorns gastrointestinals. Pot originar, en algunes persones, còlics biliars, disturbis digestius en forma de nàusees, vòmits i diarrees, pels quals se sol associar a altres drogues antiespasmòdiques.
No és recomanable utilitzar en casos greus d'insuficiència hepàtica, d'obstrucció biliar i d'insuficiències greus del ronyó, ja que conté molts tanins que poden irritar la mucosa gàstrica i empitjorar una gastritis o una úlcera gastroduodenal.

## Observacions
Les branques són bastant fortes, i són un material útil per a la construcció de mobiliari (cadires, taules, llits...)i també per fer eines (mànec).
La planta ja era coneguda i utilitzada pels romans, a la qual la denominaven Combretum.